# فرد بيج
فرد بيج (بالإنجليزية: Fred Page)‏ هو سياسي أسترالي، ولد في 14 أغسطس 1858، وتوفي في 18 فبراير 1929. حزبياً، نشط في حزب العمال الأسترالي. وقد انتخب عضو الجمعية التشريعية نيو ساوث ويلز.